# Mitsunori Yoshida
Mitsunori Yoshida (吉田 光範, Yoshida Mitsunori) est un footballeur japonais né le 8 mars 1962 à Kariya au Japon.